# Julia Stoschek
Julia Stoschek, née le 10 juin 1975 à Cobourg, est une collectionneuse allemande d'art contemporain. 

## Jeunesse et formation
Son grand-père Max Brose est le fondateur de l'entreprise du secteur automobile Brose Fahrzeugteile (de).  Elle étudie la gestion des affaires notamment dans le secteur automobile à l'Université de Bamberg.  Après l'obtention du diplôme, elle s'investit dans la gestion culturelle.

## Julia Stoschek Collection
En 2007, elle fonde la Julia Stoschek Collection, une collection privée internationale d'art contemporain mettant l'accent sur les médias. La collection se concentre  principalement sur l'image en mouvement des années 1960 à nos jours et comprend différents médias : vidéos (simples et analogiques), images numériques, environnements multimédias, ainsi que des installations basées sur le réseau informatique et aussi des performances.  En 2017, elle comporte 700 œuvres d'environ 200 artistes principalement européens et américains. 
Les œuvres sont présentées au public à Düsseldorf dans un bâtiment dédié à la collection. En 2016, Julia Stoschek ouvre une annexe pour sa collection à Berlin, dans l'ancien centre culturel tchèque de l'ex-Allemagne de l'Est.

## Responsabilités
Julia Stoschek est impliquée dans la gestion de nombreuses collections et musées. Depuis 2004, elle est membre du conseil d'administration de la Kunst-Werke de Berlin.  Depuis 2011, elle est membre du comité d'acquisition de la collection d'art de Rhénanie du Nord-Westphalie. Depuis 2012, elle siège au conseil d'administration du MoMA PS1, New York, et au conseil de surveillance de la Kunsthalle de Düsseldorf, au conseil de Tate Britain à Londres et au comité de la performance au Whitney Museum of American Art à New York.